# اظهار الحق
إظهار الحق نام کتابی دینی از رحمت‌الله هندی(۱۲۳۳-۱۳۰۸قمری) می‌باشد.

## درباره کتاب
اظهار الحق را رحمت‌الله هندی در باب عقاید اسلامی و مناظره با عقاید مسیحی و نصارا نوشته است. وی جواب برخی اشکالات خاورشناسان را نیز داده است در عین حال برخی اشکالات و رویکرد منفی علیه شیعه در این کتاب وجود دارد. مولف در این کتاب گزارش برخی مناظرات خود با برخی افراد انگلیسی ساکن هند را آورده و بخش‌های کتاب وی عبارتند از:
۱- بیان کتب العهد العتیق والجدید
۲- فی إثبات التحریف
۳- فی إثبات النسخ
۴- فی إبطال التثلیث
۵- فی إثبات کون القرآن کلام الله ومعجزاً ورفع شبهات القسیسین
۶- فی إثبات نبوة محمد صلی الله علیه وسلم ودفع مطاعن القسیسین